# Bataille de Villagarcia (1812)
Guerre d'indépendance espagnole
Batailles
- Olivença (01-1811)
- Gebora (02-1811)
- Campo Maior (03-1811)
- 1re Badajoz (04-1811)
- Fuentes de Oñoro (05-1811)
- Albuera (05-1811)
- Usagre (05-1811)
- Cogorderos (06-1811)
- Carpio (09-1811)
- El Bodón (09-1811)
- Aldeia da Ponte (09-1811)
- Arroyomolinos (10-1811)
- Tarifa (12-1811)
- Navas de Membrillo
- Almagro (01-1812)
- 2e Ciudad Rodrigo (01-1812)
- 2e Badajoz (03-1812)
- Villagarcia (04-1812)
- Almaraz (05-1812)
- Maguilla (06-1812)
- Arapiles (07-1812)
- García Hernández (07-1812)
- Majadahonda (08-1812)
- Retiro (08-1812)
- Madrid (08-1812)
- Burgos (09-1812)
- Villodrigo (10-1812)
- Tordesillas (10-1812)
- Alba de Tormes (11-1812) (es)
- San Muñoz (11-1812)

La bataille de Villagarcia, aussi connue sous le nom de bataille de Llerena, se déroule le 11 avril 1812 à Villagarcía de la Torre, dans le cadre de la guerre d'indépendance espagnole. Elle oppose la cavalerie britannique commandée par le lieutenant-général Stapleton Cotton à la cavalerie française dirigée par le général de brigade François Antoine Lallemand. L'affrontement se solde par une victoire britannique.
Cotton profite de l'isolement de la cavalerie française pour lui tendre un piège, en prévoyant de l'attaquer simultanément de front et de flanc. Si l'assaut frontal prématuré de la brigade Ponsonby compromet un temps la situation britannique, cette dernière est rétablie par une charge opportune de la brigade Le Marchant sur le flanc gauche français.

## Contexte

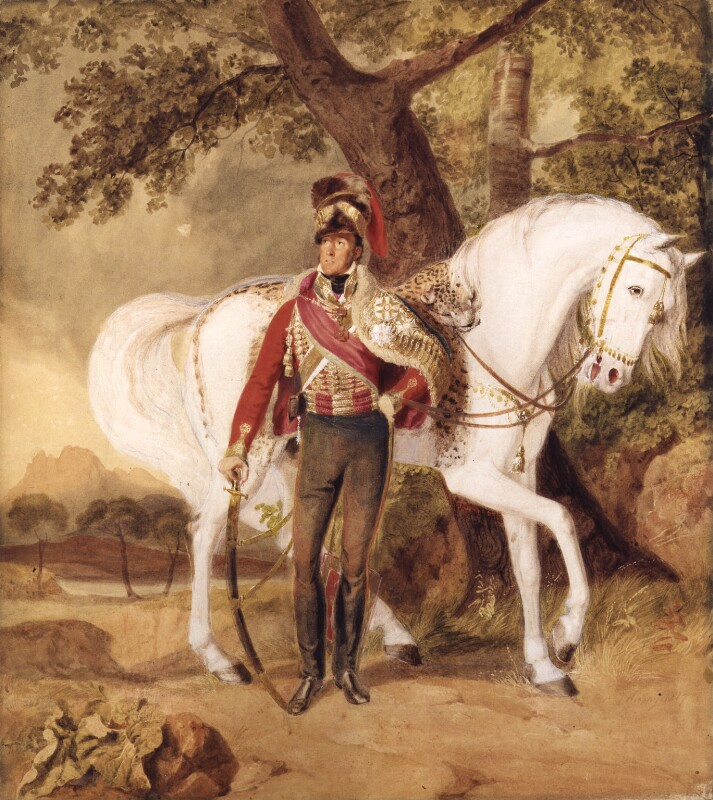
Le général Stapleton Cotton commande la cavalerie britannique à la bataille de Villagarcia. Aquarelle de Thomas Heaphy, National Portrait Gallery, Londres.

La chute récente de Badajoz aux mains des Britanniques, le 6 avril 1812, a permis aux forces anglo-portugaises commandées par Wellington de prendre l'offensive en Espagne. Avant de diriger le gros de ses forces au nord en vue de la prise de Salamanque, Wellington confie le gros de sa cavalerie au général Rowland Hill afin de poursuivre l'armée française du maréchal Soult. Cette dernière, après avoir échoué à secourir Badajoz, se replie en effet vers l'Andalousie ; l'arrière-garde française, sous les ordres du général de division Jean-Baptiste Drouet d'Erlon, a pour mission de protéger Séville en cas de menace. Une partie de la cavalerie de Hill, dirigée par Stapleton Cotton, serre quant à elle de très près les forces françaises encore présentes en Estrémadure.

## Forces en présence
La cavalerie du lieutenant-général Stapleton Cotton se compose de deux brigades lourdes, celles de John Le Marchant (3rd et 4th Dragoons ainsi que le 5th Dragoon Guards) et de John Slade (1st Dragoons, et les 3rd et 4th Dragoon Guards) ainsi que de la brigade légère de Frederick Ponsonby (commandant temporaire en l'absence du général George Anson), formée des 12th, 14th et 16th Light Dragoons. Seuls la brigade Ponsonby et le 5th Dragoon Guards prennent part aux combats.
En face, la cavalerie française, attachée aux deux divisions d'infanterie du général Drouet d'Erlon, est sous les ordres du général François Antoine Lallemand. Elle est constituée du 2e régiment de hussards ainsi que des 17e et 27e régiments de dragons.

## Déroulement de la bataille

### Première phase

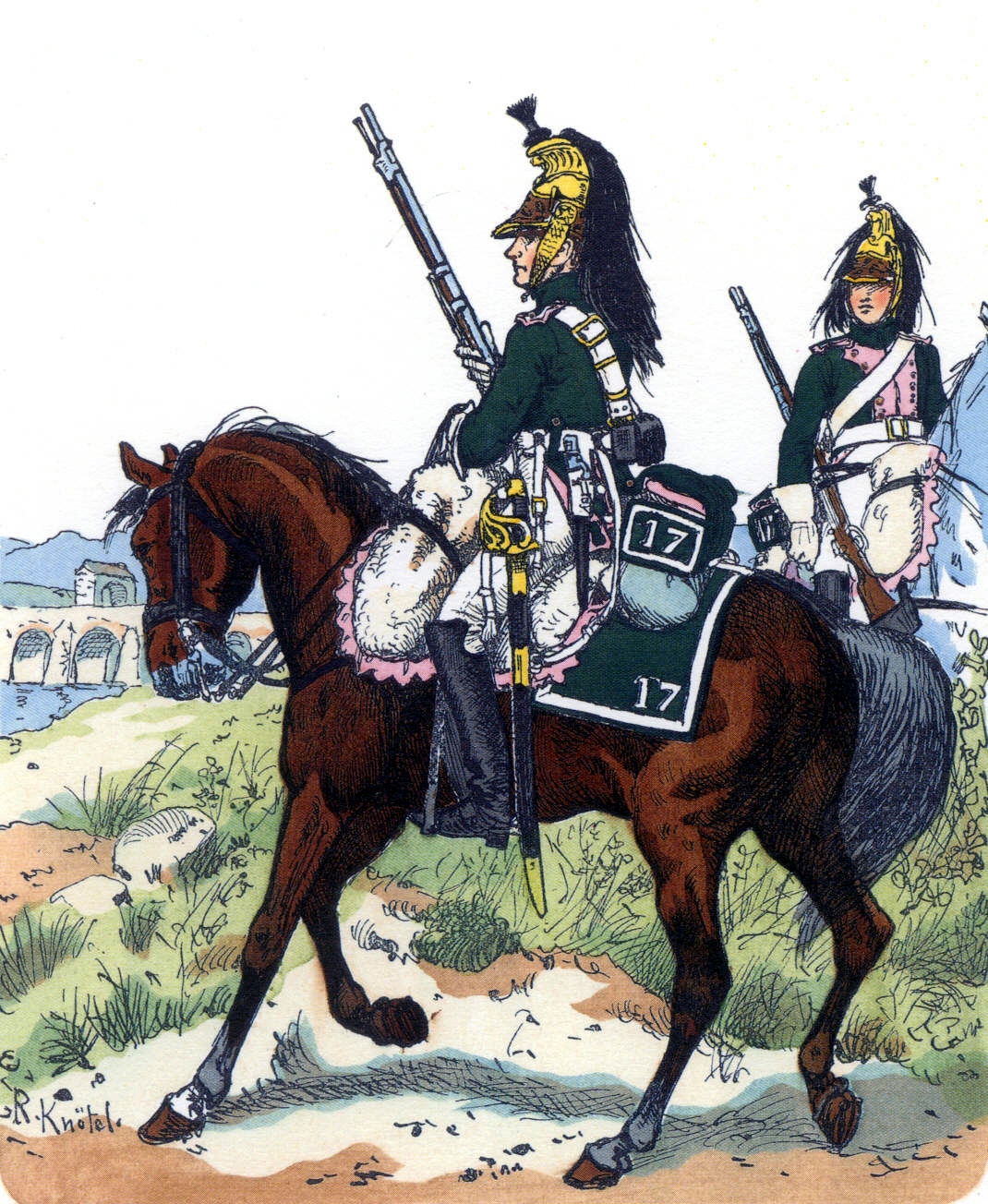
Dragons français du en 1812, par Richard Knötel.

Dans la soirée du 10 avril, Cotton monte jusqu'en haut du clocher d'une église à Bienvenida. De là, il constate que les Français occupent Llerena et que de nombreux cavaliers français sont présents à 8 km de là, près du village de Villagarcía de la Torre. Conscient de sa supériorité numérique, Cotton décide de tendre un piège à la cavalerie française. Pendant la nuit, il ordonne à Ponsonby  et ses 12th et 14th Light Dragoons de reconnaître le terrain autour de Villagarcia tandis que Le Marchant doit manœuvrer de manière à tomber sur le flanc gauche français et lui couper toute retraite. Slade, de son côté, a pour mission de conduire sa brigade jusqu'à Bienvenida mais semble avoir tardé à se mettre en route. Cotton garde le 16th Light Dragoons en réserve. Alors que le jour ne s'est pas encore levé, Cotton se rend compte que la cavalerie de Ponsonby risque d'alerter les Français avant que Le Marchant soit en mesure d'intervenir. Il expédie donc un de ses aides de camp avec ordre d'arrêter la cavalerie légère, mais la dépêche arrive trop tard.
Les avant-postes impériaux ont été chassés de Villagarcia par deux escadrons de la cavalerie légère britannique lorsque ceux-ci tombent, à l'aube, sur le corps principal de la cavalerie française et sont repoussés. Ponsonby, avec ses deux régiments, ne tarde pas à être confronté aux trois régiments du général Lallemand ; il se replie alors en tiraillant mais sa situation demeure très précaire. Le Marchant, dont la brigade s'est aventurée de nuit sur un terrain peu praticable, descend à ce moment les collines escarpées qui bordent la plaine où se toisent les deux cavaleries. Lui et son 5th Dragoon Guards ont considérablement pris de l'avance sur les deux autres régiments de la brigade. Par les interstices des arbres de la forêt dans laquelle il se trouve, Le Marchant constate que la cavalerie française, formée en deux colonnes échelonnées en profondeur, est en passe d'acculer les six escadrons de dragons légers à un fossé étroit entouré de murs en pierre, et qu'une charge immédiate s'impose pour empêcher les escadrons de Ponsonby d'être précipités dans le ravin.

### Deuxième phase

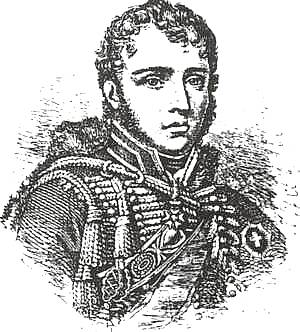
Le général François Antoine Lallemand, ici en uniforme de colonel des chasseurs de la Garde, commande la cavalerie française à Villagarcia.

À cet instant, le général Lallemand entrevoit des uniformes rouges dans les bois à sa gauche et donne l'alerte auprès du général Perreimond, qui commande le 2e régiment de hussards. Avec arrogance, ce dernier dissipe les inquiétudes de Lallemand et lui répond que ces dragons britanniques sont probablement un petit détachement égaré. À cet instant, la situation, alors à l'avantage des Français, se retourne brusquement en faveur des Anglais. Le Marchant mène ses cavaliers à l'extérieur des bois où ils forment les rangs. Les escadrons du 5th Dragoon Guards, refusant leur gauche, se lancent alors à la charge et heurtent le flanc gauche de la formation française. Simultanément à l'attaque de Le Marchant, le 16e dragons légers, dirigé par le général Cotton, apparaît sur la droite de Ponsonby et se jette à son tour dans le combat. La cavalerie française est plongée dans la confusion en un instant et est rapidement dispersée.
Au cours de la poursuite, les Britanniques continuent d'infliger des pertes aux Français et de faire des prisonniers, jusque sous les murs de Llerena où se trouve le gros de l'infanterie de d'Erlon. Les Impériaux tentent brièvement de se regrouper derrière un fossé à mi-chemin de Llerena mais ils sont débordés par les dragons légers du 16e et contraints à la fuite une fois de plus. Quelques heures plus tard, les Français abandonnent Llerena et poursuivent leur retraite vers l'Estrémadure.

## Conséquences et analyse
Les Français perdent 53 tués ou blessés et 136 prisonniers (dont quatre officiers parmi lesquels un major) et sont forcés de quitter la province d'Estrémadure. Les Britanniques déplorent de leur côté 51 soldats tués ou blessés.
Cotton fait preuve d'initiative dans la conception de son plan pour piéger la cavalerie française. Toutefois, ce plan, entièrement tributaire de la synchronisation des mouvements des flancs avec ceux du centre, se révèle probablement un peu trop complexe et manque d'échouer lors de l’attaque prématurée de Ponsonby. L'échec des dispositions initiales n'a cependant pas empêché Cotton de déployer des facultés d'adaptation et d'improvisation dans la suite du combat. La brigade lourde de Slade n'est pas intervenue ; quant à Le Marchant, dont c'est la première action militaire d'envergure, il a fait preuve d'un remarquable sens tactique.